# Tormento (tortura)
Se llama tormento al 
dolor y daño corporal que se causaba al reo contra el cual había prueba semiplena o indicios para obligarle a confesar o declarar. 
El uso del tormento es antiquísimo y lo practicaron casi todos los pueblos de Oriente: egipcios, babilonios, etc. Solo parece que no estaba en uso entre los hebreos o al menos, nada dicen de él las leyes de Moisés. 
En Atenas, no había tormento preparatorio; solo los ya condenados sufrían tormento treinta días después de la sentencia, el cual no podía aplicarse a ningún ciudadano sino en el caso de ser acusado de un crimen de Estado. En Esparta, estaba prohibido dar crédito a las declaraciones de un esclavo si no había sido sometido al tormento. En Roma, tenía lugar el tormento antes de la condenación, pero jamás podía imponérsele a ningún ciudadano a no ser en el caso de delito de lesa majestad.
La clase de tormento varió según el mayor o menor grado de ilustración y de barbarie de los pueblos o de los tribunales que lo usaban. Mencionado en las leyes bárbaras pero restringida después su aplicación por la composición y las pruebas judiciales, subsistió, sin embargo, en las naciones europeas hasta tiempos bastante cercanos. La primera en suprimirlo fue Inglaterra seguida de Francia y las demás. En España, decretaron su abolición las Cortes de Cádiz en 1812 y quedó completamente desterrada de su legislación por real cédula de 1814.
Se distinguen diferentes tipos de tormento:
- Tormento de garrucha. Género de tormento que consistía en suspender al reo de una cuerda que pasaba por una garrucha para que con su mismo peso se atormentara.
- Tormento de toca. El que consistía en hacer tragar al reo tiras de gasa delgadas y una porción de agua todo junto.